# Haus über der Gasse
Das Haus über der Gasse ist ein Wohnhaus in Passau aus dem 18. Jahrhundert und wurde 2011 nach Plänen der Passauer Architekten Koeberl Doeringer umgebaut.

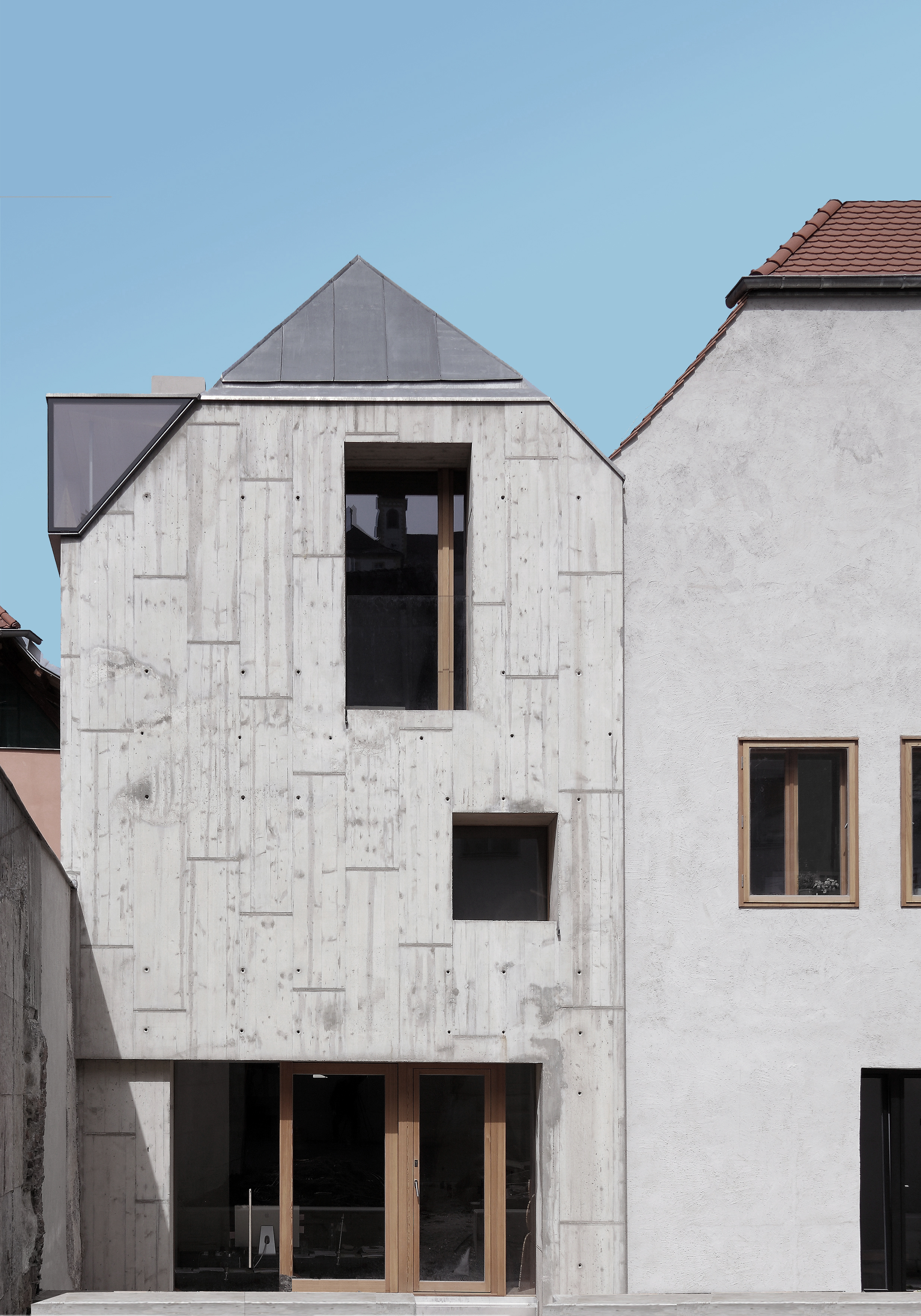
Südfassade

## Lage
Das Haus ist der westliche Bauteil der Schmiedgasse 32 in der barocken Innstadt.

## Geschichte
Das dreigeschossige Haus wurde im 18. Jahrhundert als Erweiterungsbau der Bäckerei über eine Gasse errichtet. Zwischen 2010 und 2011 wurde der giebelständige Bau umgebaut und revitalisiert, dabei wurde der historische Dachstuhl erhalten. Eine energetisch hoch gedämmte Sichtbetonfassade und ein Glaserker zieren die Südfassade.

## Baudenkmal
Das Haus steht unter Denkmalschutz und ist im Denkmalatlas des Bayerischen Landesamtes für Denkmalpflege und in der Liste der Baudenkmäler in Passau eingetragen.

## Preise
- 2013: BDA-Preis Bayern für koeberl doeringer architekten[5]
- 2014: Architekturpreis Beton für koeberl doeringer architekten[6][7]